# Ladis Galarza
Ladis Galarza Etaio (Baráibar, 13 de mayo de 1960), conocido deportivamente como Galarza III, es un exjugador español de pelota vasca en la modalidad de mano.
Tras proclamarse campeón de España juvenil en 1978, debutó como profesional un año después. Alcanzó su primera final manomanista con 23 años, y por fin tras cinco finales, en 1991 se alzó con la txapela derrotando a Retegi II, contra quien llegó a  disputar siete finales y fue subcampeón en las dos primeras ediciones del Campeonato de Euskadi del Cuatro y Medio.
Igualmente perdió las cuatro finales del mano parejas.
Su hermano pequeño Galarza V, debutó en 1998, también en la modalidad de pelota mano, y su hijo Ladis Galarza Lizarza hizo su debut profesional en julio de 2009.

## Finales manomanistas
| Año  | Campeón     | Subcampeón  | Tanteo | Frontón |
| ---- | ----------- | ----------- | ------ | ------- |
| 1983 | Retegi II   | Galarza III | 22-16  | Anoeta  |
| 1984 | Retegi II   | Galarza III | 22-21  | Anoeta  |
| 1985 | Retegi II   | Galarza III | 22-13  | Anoeta  |
| 1988 | Retegi II   | Galarza III | 22-09  | Anoeta  |
| 1991 | Galarza III | Retegi II   | 22-15  | Anoeta  |
| 1992 | Galarza III | Retegi II   | 22-12  | Anoeta  |
| 1993 | Retegi II   | Galarza III | 22-19  | Anoeta  |

## Finales de mano parejas
| Año         | Campeones                  | Subcampeones              | Tanteo | Frontón |
| ----------- | -------------------------- | ------------------------- | ------ | ------- |
| 1984-85     | Vergara II - Martinikorena | Oreja III - Galarza III   | 22-18  | Anoeta  |
| 1986-87     | Ladutxe - Tolosa           | Alustiza - Galarza III    | 22-14  | Anoeta  |
| 1990-91     | Retegi II - Arretxe        | Salaberria - Galarza III  | 22-19  | Anoeta  |
| 1992-93 (1) | Etxaniz - Zezeaga          | Urioraguena - Galarza III | 22-15  | Ogueta  |

(1) En la edición de 1992-93 se disputaron dos torneos por la falta de acuerdos entre las dos empresas de pelota mano, Unidas-Reur y Asegarce.

## Finales del Cuatro y Medio
| Año  | Campeón     | Subcampeón  | Tanteo | Frontón              |
| ---- | ----------- | ----------- | ------ | -------------------- |
| 1989 | Retegi II   | Galarza III | 22-06  | Anoeta               |
| 1990 | Retegi II   | Galarza III | 22-15  | Anoeta               |
| 1993 | Galarza III | Eugi        | 22-07  | Municipal de Bergara |